# Нумеа
Нумеа (на френски: Nouméa) е столицата на френската отвъдморска територия Нова Каледония.
Разположена е на полуостров на южния бряг на остров Нова Каледония. Населението на града е около 91 000 души (2004).
В Нумеа е роден американският сценарист Колин Хигинс (1941 – 1988).

## Побратимени градове
- Гоулд Коуст, Австралия от 1992 г.